# إيفان ديموف (سياسي)
إيفان ديموف هو سياسي بلغاري، ولد في 1952 في أسينوفغراد في بلغاريا.